# Introduction (альбом)
Introduction (с англ. — «Представление») — третий сольный студийный альбом гитариста Марти Фридмена, выпущенный на лейбле Shrapnel в 1994 году.
На Introduction присутствует больше оркестровых аранжировок, чем на его предшественнике, альбоме Scenes и при записи были использованы настоящие, «живые» инструменты — скрипка, альт, виолончель а также сделан акцент на аранжировках. Звучание пианино и гобоя переплетается с гитарными мелодиями и добавляет их атмосфере недостижимой ранее глубины.
Отсутствие денег в бюджете не позволило пригласить на запись большой оркестр из 70 человек. Алекс Уилкинсон, друг продюсера альбома Стивена Фонтано, работал на съемках фильмов и телешоу. У него был доступ к различным фонограммам, типа звуков гобоя, бас-кларнета или флейты, которые и были включены в фонограмму альбома.

## Список композиций
1. «Arrival» — 4:52
2. «Bittersweet» — 5:27
3. «Be» — 4:51
4. «Escapism» — 9:14
5. «Luna» — 5:17
6. «Mama» — 3:55
7. «Loneliness» — 4:08
8. «Siberia» — 4:19

## Участники записи
- Марти Фридмен — гитары
- Брайен Беквар — Фортепиано, клавишные
- Ник Менца — Ударные
- Алекс Уилкинсон — оркестровый семплинг
- Дон Менца — Сякухати на «Bittersweet»
- Саки Макгенри — Виолончель на «Bittersweet»
- Чарли Бишарат — Скрипка на «Bittersweet»